# Malena Cavo
Malena Cavo (* 2. April 1999 in Buenos Aires, Argentinien) ist eine argentinische Handballspielerin, die dem Kader der argentinischen Nationalmannschaft angehört.

## Karriere

### Im Verein
Cavo spielte in ihrer argentinischen Heimat beim Verein Dorrego Handball, mit dem sie im Jahr 2018 die argentinische Meisterschaft gewann. Beim 22:15-Finalerfolg über Ferro erzielte die Linkshänderin sieben Treffer. Im Jahr 2020 wechselte sie zum spanischen Erstligisten Balonmano Bera Bera. Mit diesem Verein gewann die Rückraumspielerin 2021 und 2022 die spanische Meisterschaft. Im Sommer 2024 wechselte sie zum polnischen Erstligisten MKS Zagłębie Lubin.

### In der Nationalmannschaft
Cavo bestritt am 29. November 2018 bei der Süd- und mittelamerikanischen Meisterschaft 2018 ihr Länderspieldebüt gegen Paraguay. Das Turnier schloss sie mit der argentinischen Auswahl auf dem zweiten Platz ab und qualifizierte sich hierdurch für die Weltmeisterschaft 2019. Im darauffolgenden Jahr nahm sie an den Panamerikanischen Spielen in Lima teil. Mit Argentinien unterlag sie im Finale mit 21:30 gegen Brasilien. Ebenfalls im Jahr 2019 lief Cavo bei der Weltmeisterschaft auf, die Argentinien auf dem 16. Platz abschloss. Cavo warf im Turnierverlauf insgesamt 18 Tore.
Cavo gewann bei der Süd- und mittelamerikanischen Meisterschaft 2021 wie drei Jahre zuvor die Silbermedaille. Cavo wurde bei der Siegerehrung in das All-Star-Team des Turniers berufen. Durch die Vizetitel bei der Süd- und mittelamerikanischen Meisterschaft qualifizierte sie sich erneut für die Weltmeisterschaft, die Argentinien auf dem 21. Platz abschloss. Cavo war bei der WM hinter Elke Karsten die zweiterfolgreichste Torschützin der argentinischen Auswahl. Bei den Panamerikanischen Spielen 2023 in Santiago de Chile gewann sie die Silbermedaille. Bei der Weltmeisterschaft 2023, die Argentinien auf dem 20. Platz abschloss, erzielte sie 21 Treffer.